# Bois-de-Champ
Bois-de-Champ település Franciaországban, Vosges megyében. Lakosainak száma 105 fő (2022. január 1.). Bois-de-Champ La Houssière, Les Rouges-Eaux, Taintrux, Belmont-sur-Buttant, Biffontaine, Domfaing és Brouvelieures községekkel határos.

## Népesség
A település népességének változása:
| Lakosok száma | 118  | 117  | 115  | 111  | 108  | 108  | 106  | 104  | 105  |
|               | 2013 | 2015 | 2016 | 2017 | 2018 | 2019 | 2020 | 2021 | 2022 |